# Teoría de una sola bala

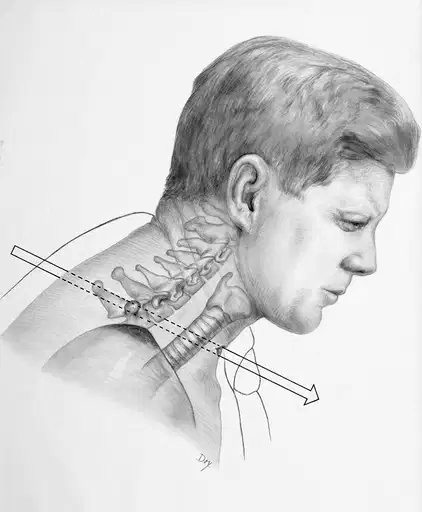
Dibujo de la posible trayectoria de la bala que habría ocasionado la muerte de JFK.

La teoría de una sola bala, llamada como la teoría de la bala mágica por los críticos, fue introducida por la Comisión Warren para explicar cómo tres disparos realizados por Lee Harvey Oswald pudieron haber producido el asesinato del presidente John F. Kennedy.

La teoría, generalmente acreditada a un trabajador de la Comisión Warren, Arlen Specter (que más tarde ocuparía el cargo de senador), estableció que una sola bala, conocida como "Warren Commission Exhibit 399" (también conocida como "CE399"), ocasionó todas las heridas no fatales tanto en el presidente Kennedy como en el gobernador John Connally. La herida fatal que dio en la cabeza del presidente habría sido causada por otra bala.

De acuerdo con la teoría de una sola bala, una bala de rifle de una pulgada de largo recubierta por una funda de cobre que es disparada desde el sexto piso del Texas School Book Depository atravesó el cuello del Presidente, el pecho y la muñeca de Connally para terminar finalmente en el muslo de este último. Al realizar esto la bala atravesó 15 capas de ropa, aproximadamente 15 pulgadas de tejido, golpeo en el nudo de la corbata, removió 4 pulgadas de costillas y se alojó en el hueso del muslo. La bala que supuestamente hizo todo esto fue encontrada en la camilla del Gobernador en el corredor del Hospital Parkland Memorial en Dallas. Se convirtió en una evidencia clave para la Comisión, identificada como CE399. Su revestimiento de cobre, aparentemente intacto, dio pie a especulaciones. Sin embargo, la parte trasera de la bala, se encontraba completamente deformada y cubierta de restos orgánicos.

En sus conclusiones, la Comisión Warren encontró evidencias persuasivas de parte de los expertos en cuanto a que una sola bala causó tanto la herida en el cuello del Presidente como las heridas en Connally. Establece que hubo una "diferencia de opinión" entre los miembros de la Comisión "en cuanto a esta probabilidad" pero estableció que la teoría no era esencial para sus conclusiones y que ninguno de los miembros tenía dudas de que los disparos se realizaron desde la ventana del sexto piso del edificio del Depository. 

El Comité Selecto de la Cámara sobre Asesinatos de la Cámara de Representantes de 1978 estuvo de acuerdo con la Teoría de una Sola Bala, pero no en el tiempo que tardó. La Teoría de una Sola Bala ha sido defendida fervientemente por aquellos que están de acuerdo con las conclusiones de la Comisión Warren y criticada igualmente por los que están en desacuerdo.

## Número y secuencia de los disparos
A los pocos minutos desde que tuvieron lugar los disparos en la Plaza Dealey en el centro de Dallas, Texas, a las 12:30 p. m. el 22 de noviembre de 1963, fuentes independientes empezaron a informar que hubo tres disparos a la caravana del Presidente. A las 12:34 p. m., aproximadamente cuatro minutos después de los disparos, la primera noticia dio la vuelta al mundo:

“DALLAS NOV. 22 (UPI) -- TRES BALAS FUERON DISPARADAS A LA CARAVANA DEL PRESIDENTE KENNEDY EN EL CENTRO DE DALLAS.. JT1234PCS”

Este reporte fue transmitido por el reportero de "United Press International" (Prensa Internacional Unida) desde una radio teléfono ubicada en el asiento del vehículo de la prensa que iba en la caravana presidencial, éste se encontraba a seis coches de distancia desde la limusina del Presidente. La comunicación de Smith con la oficina en Dallas de la UPI se realizó un minuto después de que se produjeron los disparos, mientras su auto entraba a la carretera Stemmons para dirigirse al Hospital Parkland de Dallas.
El informe de Merriman Smith fue el primero de muchos. Hubo docenas de periodistas que se encontraban en la caravana, éstos iban en tres autos de la prensa más un bus, ninguno de ellos informó haber escuchado más de tres disparos. Los fotógrafos Robert Jackson y Tom Dillard que iban en la caravana dijeron haber escuchado tres disparos. La reportera del Dallas Morning News, Mary Woodward, que se encontraba de pie frente al Texas School Book Depository, dijo haber escuchado tres disparos.
Se ha formado una controversia sobre la cantidad de disparos que ocurrieron durante el asesinato. La Comisión Warren concluyó que hubo solo tres disparos. La mayoría de los testigos dicen haber escuchado tres disparos, pero hay algunos que sostienen haber escuchado solo uno o dos. Algunos testigos sostienen haber escuchado cuatro o más disparos. De los 178 testigos cuyos testimonios fueron compilados por el Comité Selecto de la Cámara sobre Asesinatos (HSCA), 132 dijeron haber escuchado exactamente tres disparos, 17 escucharon dos, 7 dijeron escuchar dos o tres disparos (total: 88%). Un total de 6 personas dijeron haber pensado que hubo cuatro disparos y 9 personas sostuvieron no estar seguras sobre el número de disparos que escucharon. Otras 7 personas dijeron haber pensado que escucharon 1, 5, 6, u 8 disparos.

## Ubicación de la herida posterior
El certificado de defunción del presidente Kennedy identifica la herida de bala en la parte posterior en la tercera vértebra dorsal.  El certificado de defunción fue firmado por el Dr. Geoffrey Burkley, el médico personal del presidente. El informe y fotos de la autopsia y los rayos-X de la autopsia muestran un agujero de bala en la sexta vértebra cervical — en un punto más alto en la espalda (y técnicamente en el cuello, dado que el cuello comienza en el hueso de la séptima vértebra cervical y esta herida está ubicada por sobre ese nivel). Tanto el agujero de bala en la camisa de Kennedy  Archivado el 25 de junio de 2006 en Wayback Machine., como el agujero de bala en el traje de Kennedy  Archivado el 10 de septiembre de 2008 en Wayback Machine. presentan agujeros de bala entre 5 a 6 pulgadas por debajo del borde superior del cuello de la camisa de  Archivado el 10 de septiembre de 2008 en Wayback Machine.. Estos no necesariamente corresponden a heridas de balas, dado que Kennedy fue alcanzado con su brazo levantado, y numerosas fotografías tomadas del presidente durante el recorrido de la caravana muestran que su chaqueta estaba arrugada en su zona posterior por debajo de su cuello . Adicionalmente, el 19 de febrero del 2007, se dio a conocer la película filmada por George Jefferies. Esta película en 8mm, tomada unos 90 segundos antes de los disparos, muestra claramente que la chaqueta del traje del presidente Kennedy estaba arrugado en la zona del cuello muy poco tiempo antes del asesinato. Sin embargo, todo parece concluir que la teoría de la bala única es falsa ya que es imposible que una bala que perfore dos cuerpos y huesos en movimiento, se encuentre prístina en una camilla del hospital Parkland.